# 4960 Mayo
4960 Mayo је астероид главног астероидног појаса са средњом удаљеношћу од Сунца која износи 3,021 астрономских јединица (АЈ).
Апсолутна магнитуда астероида је 13,0.